# أوشكونير
أوشكونير (بالكازاخية: Үшқоңыр)، هي مدينة واقعة بأوبليس ألماتي في كازاخستان. بلغ عدد سكانها 14294 سنة 2009، والرئيس الكازاخي نور سلطان نزارباييف من مواليد هذه المدينة سنة 1940.

## أعلام
- نور سلطان نزارباييف